# Autovía Santa Catalina-Lomo Blanco
La GC-23 o autovía Santa Catalina-Lomo Blanco es una carretera que forma parte de la circunvalación de Las Palmas de Gran Canaria, uniendo el barrio de Guanarteme en el distrito Puerto-Canteras con dicha autovía GC-3
Esta vía soporta un tráfico de entre 50 000 y 100 000 vehículos, siendo una vía esencial para la comunicación de la ciudad entre los distritos de Puerto-Canteras, Ciudad Alta y Tamaraceite-San Lorenzo.
En este tramo se encuentran los túneles de La Ballena. Dos tubos de 900 metros cada uno cuyo control depende del Centro de Control de La Laja.
Estos túneles disponen de CCTV, Ventilación, megafonía, postes SOS, BIEs, extintores, detectores de CO, semáforos, aspa-flechas y paneles de límite de velocidad.

## Municipios
Las Palmas de Gran Canaria
- Datos: Q3093126
- Multimedia: GC-23 / Q3093126